# ألان جونز (لاعب كريكت)
ألان جونز (بالإنجليزية: Alan Jones)‏ (1 يونيو 1957 في المملكة المتحدة - ) هو لاعب كريكت بريطاني. لعب مع نادي مقاطعة غلاموركن للكريكت ‏.

## وصلات خارجية
- ألان جونز على موقع إي آس بي آن كريك إنفو (الإنجليزية)